# Der Club an der Alster
Der Club an der Alster e. V. (DCadA) ist ein Sportclub in Hamburg-Harvestehude für die Sportarten Tennis, Hockey und Padel. Auf dem Gelände steht ein Tennisstadion für bis zu 10.000 Zuschauer. Im Stadtteil Hamburg-Wellingsbüttel ist der Club Eigentümer von zwei Kunstrasenplätzen für Hockey.

## Geschichte
„Der Club an der Alster“ wurde am 28. November 1919 in Hamburg gegründet. Seine Gründer waren Mitglieder des Segelclubs „Alster-Piraten“. Um im Winter (= außerhalb der Segelsaison) weiter sportlich aktiv zu sein, wollten sie Hockey spielen. Erstmals Ende März 1920 wurde über drei Mannschaften des Club an der Alster öffentlich berichtet: eine 1., eine 2. und eine Junioren-Mannschaft. Am Bußtag des Jahres 1921 fand ein Spiel auf der „Eisbahn Rotherbaum“ zwischen dem Club an der Alster und UHC statt. Der Club an der Alster besaß zunächst keinen eigenen Hockeyplatz. Clubeigene Hockeyplätze wurden am 23. Oktober 1927 in Wellingsbüttel eingeweiht. Die Anlage bestand zunächst aus drei Rasenplätzen. „Ein hübsches kleines Häuschen genügt vorerst den Ansprüchen zum Umkleiden der Spieler und soll später durch ein größeres Clubhaus ersetzt werden.“
Der Club übernahm Anfang Mai 1927 vier Tennisplätze am Harvestehuder Weg vom englischen Lawn-Tennis-Club und konnte einen weiteren anlegen lassen. Ab April 1933 standen die Tennisplätze des Eisbahn-Vereins vor dem Dammthor an der Rothenbaumchaussee den Mitgliedern zur Verfügung. Ende Oktober 1933 löste sich der Eisbahn-Verein formell auf und der Club an der Alster übernahm deren Verpflichtungen und das Gelände. Mitte Juni 1934 wurde ein unbeheiztes Schwimmbad fertiggestellt.
Nach Ende des Zweiten Weltkrieges im Mai 1945 beschlagnahmten britische Soldaten das Gelände an der Rothenbaumchaussee. 1951 konnte das Gelände zunächst in gemeinsamer später in eigener Verwaltung wieder übernommen werden. Ende des Jahres 1955 wurde mit dem Abriss des ehemaligen Vereinshauses des „Eisbahn-Vereins vor dem Dammthor“ begonnen, dessen Bau vor 1890 von dem Architekten Thielen begonnen und wiederholt erweitert worden war. Architekt des im Juli 1956 neu errichteten Clubhauses war Cäsar Pinnau. 1972 wurde anstelle eines (Rasen-)Hockeyplatzes und eines Kinderspielplatzes eine Mehrzwecksporthalle für Tennis und Hallenhockey errichtet. Der Architekt war Ralph Jesinghaus. Der wiederholte Ausbau des Tennisstadions (Center Courts) war ursächlich für den Abbruch des von Pinnau geplanten Clubhauses im Herbst 1988. Anstelle der Halle wurde im Oktober 1990 eine doppelstöckige Tennis- und Hockeyhalle mit angegliedertem Clubhaus den Mitgliedern übergeben. Architekt war Stephan Hupertz.

## Heute
Der Club an der Alster ist in Hamburg an zwei Standorten vertreten: am Rothenbaum mit 12 Tennis-, 2 Padelplätze, einer doppelstöckigen Halle für Tennis und (Hallen-)Hockey und einem Schwimmbad (25 m) und in Wellingsbüttel mit zwei Kunstrasenplätzen für (Feld-)Hockey. Von 2005 bis 2009 war der Club an der Alster auch offiziell als Schwimmverein gemeldet. Er ist seit 2014 Mitglied der Leading Tennis Clubs of Germany.

## Hockey
Sowohl auf dem Feld als auch in der Halle spielen das Herren- und Damenteam in der 1. Bundesliga.
Die Damen wurden unter Trainer Jens „Maus“ George Deutscher Meister 2006, 2008, 2009 und 2018 in der Halle, 2018 gelang erstmals der Meistertitel auf dem Feld, der 2019 verteidigt wurde. Des Weiteren holten sie auch den EuroHockey-Club-Champions-Cup 2007 und 2009 in der Halle.
Die Herren errangen auf dem Feld neben weiteren Erfolgen die Deutsche Meisterschaft in den Jahren 1999, 2001, 2003, 2004, 2007, 2008 und 2011 sowie den EuroHockey-Club-Champions-Cup in den Jahren 2000 und 2002. In der Halle wurden die Herren 2004, 2011 und 2019 deutscher Meister und gewannen 2005 den EuroHockey Club Champions Cup in der Halle.
| Europapokalbilanz Herren Feld | Europapokalbilanz Herren Feld | Europapokalbilanz Herren Feld | Europapokalbilanz Herren Feld | Europapokalbilanz Herren Feld |
| Jahr                          | Wettbewerb                    | Niveau                        | Platz                         | Ort                           |
| ----------------------------- | ----------------------------- | ----------------------------- | ----------------------------- | ----------------------------- |
| 2000                          | Club Champions Cup            | 1                             | 1                             | Cannock                       |
| 2002                          | Club Champions Cup            | 1                             | 1                             | Antwerpen                     |
| 2003                          | Cup Winners Cup               | 1                             | 2                             | Terrassa                      |
| 2004                          | Club Champions Cup            | 1                             | 2                             | Barcelona                     |
| 2005                          | Club Champions Cup            | 1                             | 4                             | Amsterdam                     |
| 2006                          | Cup Winners Cup               | 1                             | 4                             | Reading                       |
| 2007                          | Cup Winners Cup               | 1                             | 5                             | Madrid                        |
| 2008                          | Euro Hockey League            | 1                             | VR 24                         | Den Haag                      |
| 2009                          | Euro Hockey League            | 1                             | AF                            | Hamburg                       |
| 2010                          | Euro Hockey League            | 1                             | AF                            | Rotterdam                     |
| 2012                          | Euro Hockey League            | 1                             | AF                            | Rotterdam                     |

## Tennis
Der Deutsche Tennis Bund hat seinen Sitz auf der Anlage am Rothenbaum. Die Tennis-Leistungsmannschaften des Clubs an der Alster spielen in den folgenden Spielklassen.
1. Herren:
- Sommer: 2. Bundesliga Nord (2016)
- Winter: Regionalliga Nord

1. Damen:
- Sommer: 1. Bundesliga (2016)
- Winter: Regionalliga Nord

Trainer der Tennismannschaften sind Uwe Hlawatschek (Herren) und Jan Klinko (Damen).